# Het ik en de psychologie der massa
Het ik en de psychologie der massa (Oorspronkelijk in het Duits: Massenpsychologie und Ich-Analyse) is een boek uit 1921 geschreven door Sigmund Freud. Dit werk legt de psychologische mechanismen uit van groepsgedrag.
Deze monografie begint na een korte inleiding met hoofdstuk II getiteld Le Bon’s beschrijving van de ziel der massa In zijn tekst put Freud veel uit de geschriften van de socioloog en psycholoog Gustave Le Bon (1841-1931). Le Bon beschreef dit in zijn boek La Psychologie des Foules (De psychologie der massa's) uit 1895. In het daaropvolgende hoofdstuk benoemd hij kort de visie van Scipio Sighele en uitgebreider die van William McDougall op basis van diens boek The Group Mind. Vervolgens integreert Freud zijn concept van het Oedipus-complex in de massapsychologie. Ook het werk Instincts of the Herd in Peace and War van Wilfred Trotter komt kort ter sprake als bron voor Freud analyse, evenals de pionierende sociologen Scipio Sighele en Gabriel Tarde die boeken over dit onderwerp publiceerden.

## Invloed
Freuds boek wordt door Elias Canetti grondig bekritiseerd in Massa en macht.
Het door de Gentse professor Mattias Desmet veelvuldig aangehaalde begrip massavorming wordt zeer frequent benoemd en beschreven in dit boek.